# KARE-Забота
Общественный фонд «KARE-Забота» (KARE от англ. Kazakhstan Animal Rescue and Education) — первая созданная в Казахстане зоозащитная организация. Её основная цель — воспитание в обществе гуманного и ответственного отношения к животным. Фонд является членом Всемирного общества защиты животных, Международного общества зоопрофессионалов (ISAP), а также послом организации «Всемирный день животных». Фонд функционирует на некоммерческой и волонтёрской основе.

## Миссия, цели и задачи фонда
Миссия Фонда — способствовать формированию ответственного отношения к животным и воспитанию в обществе гуманизма и любви ко всему живому.
Основные цели и задачи фонда:
- Проведение специальных образовательных и просвещенческих программ и мероприятий, нацеленных на повышение осведомленности населения об ответственном отношении к животным и воспитание гуманного отношения к животным[8][9][10][11][12];
- Предупреждение случаев жестокого обращения с животными[13] и формирование ответственного отношения к животным[8][14];
- Изменение законодательства Республики Казахстан, направленное на защиту животных и развитие гуманных подходов в обращении с животными[15][16].

## Деятельность фонда
Фонд был основан в июне 2008 года группой активистов, объединившихся на интернет-форуме. С момента своего создания фонд организовал ряд зоозащитных мероприятий, содействовал гражданам, ставшим свидетелями жестокого обращения с животными, а также самостоятельно обращался в правоохранительные органы с требованием провести расследование подобных случаев.
С 2009 года KARE официально представляет в Казахстане Всемирный день защиты животных и проводит разнообразные мероприятия, приуроченные к этой дате.
В 2009 и 2010 годах фонд проводил ежегодный подсчет бездомных собак в г. Алматы с целью доказать неэффективность методов регуляции численности бездомных животных, которые используют в настоящее время городские власти, а именно — отлов и утилизация.
В ноябре 2010 года KARE совместно с общественным фондом «Казахстан за этичное обращение с животными — Общество защиты прав животных в Алматы» инициировал обращение к президенту и правительству Казахстана по поводу жестокого уничтожения бездомных животных в Казахстане, указывая на необходимость принятия законов, способствующих изменению сложившейся ситуации. Фондами была получена реакция министерства сельского хозяйства Казахстана на обращение, в письме признается бессилие казахстанского законодательства в отношении бродячих животных и содержится предложение к казахстанским неправительственным организациям самостоятельно инициировать соответствующие законопроекты.
В 2011 году фонд заявил о своем решении приостановить физическую помощь животным и целиком сосредоточиться на законотворческой деятельности и образовательных мероприятиях. Причиной такого решения послужило недостаточное количество финансовых и человеческих ресурсов.
В 2012 год– подача предложений по изменению и улучшению Правил обращения с животными. Версия Правил обращения 2015 года вышла на базе рекомендаций фонда
В 2013 год– на базе университета KIMEP координатором фонда, профессором Байдельдиновой М.открыт первый в СНГ курс Animal Law
В 2014 год– открыт образовательный сектор– начало уроков, лекций и мастер-классов в детских садах, детских домах и школах
В 2015 год– акции по льготной стерилизации
В 2016 год- работа в следующих направлениях: законотворчество, образование, мониторинг и консультации свидетелям жестокого обращения